# Ophthalmitis striatifera
Ophthalmitis striatifera là một loài bướm đêm trong họ Geometridae.